# Éliminatoires de la Coupe du monde de football 2010, zone Europe, groupe 9
Cet article donne les résultats des matches du groupe 9 de la zone Europe des éliminatoires de la coupe du monde de football 2010.

## Classement
| Rang | Équipe    | Pts | J | G | N | P | Bp | Bc | Diff |  | Résultats (▼ dom., ► ext.) |     |     |     |     |     |
| ---- | --------- | --- | - | - | - | - | -- | -- | ---- |  | -------------------------- | --- | --- | --- | --- | --- |
| 1    | Pays-Bas  | 24  | 8 | 8 | 0 | 0 | 17 | 2  | +15  |  | Pays-Bas                   |     | 2-0 | 3-0 | 4-0 | 2-0 |
| 2    | Norvège   | 10  | 8 | 2 | 4 | 2 | 9  | 7  | +2   |  | Norvège                    | 0-1 |     | 4-0 | 2-1 | 2-2 |
| 3    | Écosse    | 10  | 8 | 3 | 1 | 4 | 6  | 11 | -5   |  | Écosse                     | 0-1 | 0-0 |     | 2-0 | 2-1 |
| 4    | Macédoine | 7   | 8 | 2 | 1 | 5 | 5  | 11 | -6   |  | Macédoine                  | 1-2 | 0-0 | 1-0 |     | 2-0 |
| 5    | Islande   | 5   | 8 | 1 | 2 | 5 | 7  | 13 | -6   |  | Islande                    | 1-2 | 1-1 | 1-2 | 1-0 |     |

- Les Pays-Bas sont qualifiés.
- La Norvège est éliminée. Elle n'accède pas aux barrages étant le plus mauvais "deuxième" des neuf groupes.

## Resultats et calendrier
Le calendrier a été établi à Amsterdam, Pays-Bas le 14 décembre 2007.
| 6 septembre 2008 | Macédoine   | 1 – 0 | Écosse | Skopje City Stadium, Skopje                    |                                                |
| 15:00 UTC+2      | Naumoski 5e |       |        | Spectateurs : 9 000 Arbitrage : Pavel Kralovec | Spectateurs : 9 000 Arbitrage : Pavel Kralovec |
| 15:00 UTC+2      | Rapport     |       |        | Spectateurs : 9 000 Arbitrage : Pavel Kralovec | Spectateurs : 9 000 Arbitrage : Pavel Kralovec |

| 6 septembre 2008 | Norvège                | 2 – 2 | Islande                       | Ullevaal, Oslo                              |                                             |
| 19:00 UTC+2      | Iversen 36e (pen.) 50e |       | Helguson 39e · Guðjohnsen 69e | Spectateurs : 17 254 Arbitrage : Alon Yefet | Spectateurs : 17 254 Arbitrage : Alon Yefet |
| 19:00 UTC+2      | Rapport                |       |                               | Spectateurs : 17 254 Arbitrage : Alon Yefet | Spectateurs : 17 254 Arbitrage : Alon Yefet |

| 10 septembre 2008 | Islande               | 1 – 2 | Écosse                       | Laugardalsvöllur, Reykjavik                    |                                                |
| 18:30 UTC+0       | Guðjohnsen 77e (pen.) |       | Broadfoot 18e · McFadden 59e | Spectateurs : 9 767 Arbitrage : Serge Gumienny | Spectateurs : 9 767 Arbitrage : Serge Gumienny |
| 18:30 UTC+0       | Rapport               |       |                              | Spectateurs : 9 767 Arbitrage : Serge Gumienny | Spectateurs : 9 767 Arbitrage : Serge Gumienny |

| 10 septembre 2008 | Macédoine         | 1 – 2 | Pays-Bas                         | Skopje City Stadium, Skopje                        |                                                    |
| 20:30 UTC+2       | Pandev 77e (pen.) |       | Heitinga 45e · Van der Vaart 59e | Spectateurs : 11 000 Arbitrage : Grzegorz Gilewski | Spectateurs : 11 000 Arbitrage : Grzegorz Gilewski |
| 20:30 UTC+2       | Rapport           |       |                                  | Spectateurs : 11 000 Arbitrage : Grzegorz Gilewski | Spectateurs : 11 000 Arbitrage : Grzegorz Gilewski |

| 11 octobre 2008 | Écosse  | 0 – 0 | Norvège | Hampden Park, Glasgow                            |                                                  |
| 15:00 UTC+1     |         |       |         | Spectateurs : 50 205 Arbitrage : Massimo Busacca | Spectateurs : 50 205 Arbitrage : Massimo Busacca |
| 15:00 UTC+1     | Rapport |       |         | Spectateurs : 50 205 Arbitrage : Massimo Busacca | Spectateurs : 50 205 Arbitrage : Massimo Busacca |

| 11 octobre 2008 | Pays-Bas                      | 2 – 0 | Islande | De Kuip, Rotterdam                                       |                                                          |
| 20:45 UTC+2     | Mathijsen 15e · Huntelaar 65e |       |         | Spectateurs : 37 500 Arbitrage : Matteo Simone Trefoloni | Spectateurs : 37 500 Arbitrage : Matteo Simone Trefoloni |
| 20:45 UTC+2     | Rapport                       |       |         | Spectateurs : 37 500 Arbitrage : Matteo Simone Trefoloni | Spectateurs : 37 500 Arbitrage : Matteo Simone Trefoloni |

| 15 octobre 2008 | Norvège | 0 – 1 | Pays-Bas       | Ullevaal, Oslo                                 |                                                |
| 19:00 UTC+2     |         |       | Van Bommel 62e | Spectateurs : 23 840 Arbitrage : Konrad Plautz | Spectateurs : 23 840 Arbitrage : Konrad Plautz |
| 19:00 UTC+2     | Rapport |       |                | Spectateurs : 23 840 Arbitrage : Konrad Plautz | Spectateurs : 23 840 Arbitrage : Konrad Plautz |

| 15 octobre 2008 | Islande           | 1 – 0 | Macédoine | Laugardalsvöllur, Reykjavik                   |                                               |
| 18:00 UTC+0     | V. Gunnarsson 16e |       |           | Spectateurs : 5 527 Arbitrage : Selçuk Dereli | Spectateurs : 5 527 Arbitrage : Selçuk Dereli |
| 18:00 UTC+0     | Rapport           |       |           | Spectateurs : 5 527 Arbitrage : Selçuk Dereli | Spectateurs : 5 527 Arbitrage : Selçuk Dereli |

| 28 mars 2009 | Pays-Bas                                           | 3 – 0 | Écosse | Amsterdam ArenA, Amsterdam                       |                                                  |
| 20:45 UTC+1  | Huntelaar 26e · Van Persie 45+1e · Kuyt 76e (pen.) |       |        | Spectateurs : 50 000 Arbitrage : Laurent Duhamel | Spectateurs : 50 000 Arbitrage : Laurent Duhamel |
| 20:45 UTC+1  | Rapport                                            |       |        | Spectateurs : 50 000 Arbitrage : Laurent Duhamel | Spectateurs : 50 000 Arbitrage : Laurent Duhamel |

| 1er avril 2009 | Pays-Bas                                         | 4 – 0 | Macédoine | Amsterdam ArenA, Amsterdam                       |                                                  |
| 20:45 UTC+2    | Kuyt 15e 40e · Huntelaar 24e · Van der Vaart 88e |       |           | Spectateurs : 47 750 Arbitrage : Peter Rasmussen | Spectateurs : 47 750 Arbitrage : Peter Rasmussen |
| 20:45 UTC+2    | Rapport                                          |       |           | Spectateurs : 47 750 Arbitrage : Peter Rasmussen | Spectateurs : 47 750 Arbitrage : Peter Rasmussen |

| 1er avril 2009 | Écosse                       | 2 – 1 | Islande        | Hampden Park, Glasgow                             |                                                   |
| 20:00 UTC+1    | McCormack 39e · Fletcher 65e |       | Sigurdsson 54e | Spectateurs : 42 259 Arbitrage : Thomas Einwaller | Spectateurs : 42 259 Arbitrage : Thomas Einwaller |
| 20:00 UTC+1    | Rapport                      |       |                | Spectateurs : 42 259 Arbitrage : Thomas Einwaller | Spectateurs : 42 259 Arbitrage : Thomas Einwaller |

| 6 juin 2009 | Islande        | 1 – 2 | Pays-Bas                    | Laugardalsvöllur, Reykjavik                   |                                               |
| 18:45 UTC+0 | Sigurdsson 88e |       | De Jong 8e · Van Bommel 15e | Spectateurs : 10 000 Arbitrage : Michael Dean | Spectateurs : 10 000 Arbitrage : Michael Dean |
| 18:45 UTC+0 | Rapport        |       |                             | Spectateurs : 10 000 Arbitrage : Michael Dean | Spectateurs : 10 000 Arbitrage : Michael Dean |

| 6 juin 2009 | Macédoine | 0 – 0 | Norvège | Skopje City Stadium, Skopje                       |                                                   |
| 17:45 UTC+2 |           |       |         | Spectateurs : 9 635 Arbitrage : Paolo Tagliavento | Spectateurs : 9 635 Arbitrage : Paolo Tagliavento |
| 17:45 UTC+2 | Rapport   |       |         | Spectateurs : 9 635 Arbitrage : Paolo Tagliavento | Spectateurs : 9 635 Arbitrage : Paolo Tagliavento |

| 10 juin 2009 | Macédoine                | 2 – 0 | Islande | Skopje City Stadium, Skopje                  |                                              |
| 17:45 UTC+2  | Stojkov 9e Ivanovski 85e |       |         | Spectateurs : 7 000 Arbitrage : Saïd Ennjimi | Spectateurs : 7 000 Arbitrage : Saïd Ennjimi |
| 17:45 UTC+2  | Rapport                  |       |         | Spectateurs : 7 000 Arbitrage : Saïd Ennjimi | Spectateurs : 7 000 Arbitrage : Saïd Ennjimi |

| 10 juin 2009 | Pays-Bas                | 2 – 0 | Norvège | De Kuip, Rotterdam                             |                                                |
| 20:45 UTC+2  | Ooijer 32e · Robben 50e |       |         | Spectateurs : 45 600 Arbitrage : Yuri Baskakov | Spectateurs : 45 600 Arbitrage : Yuri Baskakov |
| 20:45 UTC+2  | Rapport                 |       |         | Spectateurs : 45 600 Arbitrage : Yuri Baskakov | Spectateurs : 45 600 Arbitrage : Yuri Baskakov |

| 12 août 2009 | Norvège                                          | 4 – 0 | Écosse | Ullevaal, Oslo                               |                                              |
| 19:00 UTC+2  | Riise 36e · Pedersen 45+1e 90+2e · Huseklepp 60e |       |        | Spectateurs : 24 493 Arbitrage : Alain Hamer | Spectateurs : 24 493 Arbitrage : Alain Hamer |

| 5 septembre 2009 | Écosse                   | 2 – 0 | Macédoine | Hampden Park, Glasgow                           |                                                 |
| 15:00 UTC+1      | Brown 56e · McFadden 81e |       |           | Spectateurs : 50 214 Arbitrage : Wolfgang Stark | Spectateurs : 50 214 Arbitrage : Wolfgang Stark |
| 15:00 UTC+1      | Rapport                  |       |           | Spectateurs : 50 214 Arbitrage : Wolfgang Stark | Spectateurs : 50 214 Arbitrage : Wolfgang Stark |

| 5 septembre 2009 | Islande        | 1 – 1 | Norvège   | Laugardalsvöllur, Reykjavik                     |                                                 |
| 18:45 UTC+0      | Gudjohnsen 29e |       | Riise 10e | Spectateurs : 6 321 Arbitrage : Alexandru Tudor | Spectateurs : 6 321 Arbitrage : Alexandru Tudor |
| 18:45 UTC+0      | Rapport        |       |           | Spectateurs : 6 321 Arbitrage : Alexandru Tudor | Spectateurs : 6 321 Arbitrage : Alexandru Tudor |

| 9 septembre 2009 | Écosse  | 0 – 1 | Pays-Bas | Hampden Park, Glasgow                            |                                                  |
| 19:30 UTC+1      |         |       | Elia 82e | Spectateurs : 51 230 Arbitrage : Claus Bo Larsen | Spectateurs : 51 230 Arbitrage : Claus Bo Larsen |
| 19:30 UTC+1      | Rapport |       |          | Spectateurs : 51 230 Arbitrage : Claus Bo Larsen | Spectateurs : 51 230 Arbitrage : Claus Bo Larsen |

| 9 septembre 2009 | Norvège                | 2 – 1 | Macédoine    | Ullevaal, Oslo                                |                                               |
| 20:30 UTC+2      | Helstad 2e · Riise 25e |       | Grncarov 79e | Spectateurs : 14 776 Arbitrage : Bruno Paixão | Spectateurs : 14 776 Arbitrage : Bruno Paixão |
| 20:30 UTC+2      | Rapport                |       |              | Spectateurs : 14 776 Arbitrage : Bruno Paixão | Spectateurs : 14 776 Arbitrage : Bruno Paixão |

## Buteurs
| Pos | Joueur                 | Pays      | Buts |
| --- | ---------------------- | --------- | ---- |
| 1   | Eiður Guðjohnsen       | Islande   | 3    |
| 1   | Klaas-Jan Huntelaar    | Pays-Bas  | 3    |
| 1   | Dirk Kuyt              | Pays-Bas  | 3    |
| 1   | John Arne Riise        | Norvège   | 3    |
| 5   | James McFadden         | Écosse    | 2    |
| 5   | Steffen Iversen        | Norvège   | 2    |
| 5   | Morten Pedersen        | Norvège   | 2    |
| 5   | Mark van Bommel        | Pays-Bas  | 2    |
| 5   | Rafael van der Vaart   | Pays-Bas  | 2    |
| 10  | Steven Fletcher        | Écosse    | 1    |
| 10  | Kirk Broadfoot         | Écosse    | 1    |
| 10  | Scott Brown            | Écosse    | 1    |
| 10  | Ross McCormack         | Écosse    | 1    |
| 10  | Heiðar Helguson        | Islande   | 1    |
| 10  | Veigar Páll Gunnarsson | Islande   | 1    |
| 10  | Indridi Sigurdsson     | Islande   | 1    |
| 10  | Kristjan Sigurdsson    | Islande   | 1    |
| 10  | Boban Grncarov         | Macédoine | 1    |
| 10  | Ilčo Naumoski          | Macédoine | 1    |
| 10  | Filip Ivanovski        | Macédoine | 1    |
| 10  | Goran Pandev           | Macédoine | 1    |
| 10  | Aco Stojkov            | Macédoine | 1    |
| 10  | Thorstein Helstad      | Norvège   | 1    |
| 10  | Erik Huseklepp         | Norvège   | 1    |
| 10  | Nigel de Jong          | Pays-Bas  | 1    |
| 10  | Eljero Elia            | Pays-Bas  | 1    |
| 10  | John Heitinga          | Pays-Bas  | 1    |
| 10  | Joris Mathijsen        | Pays-Bas  | 1    |
| 10  | Andre Ooijer           | Pays-Bas  | 1    |
| 10  | Robin van Persie       | Pays-Bas  | 1    |
| 10  | Arjen Robben           | Pays-Bas  | 1    |